# Кубок Фарерских островов по футболу 2012
Кубок Фарерских островов по футболу 2012 года (фар. Løgmanssteypið 2012) — 58-й розыгрыш Кубка Фарерских островов по футболу.

## Предварительный раунд
| Дата      | Хозяева           | Счёт | Гости       |
| --------- | ----------------- | ---- | ----------- |
| 24.3.2012 | Ундрид ФФ         | 1:0  | Ройн        |
| 24.3.2012 | ФФ Гиза/ФК Хойвик | 3:2  | МБ Мидвагур |

## Первый раунд
| Дата     | Хозяева       | Счёт                           | Гости             |
| -------- | ------------- | ------------------------------ | ----------------- |
| 9.4.2012 | Ундрид ФФ     | 4:4 (доп.вр. 1:1; по пен. 4:5) | Б-71 Сандой       |
| 9.4.2012 | КИ Клаксвик   | 4:2                            | НСИ Рунавик       |
| 9.4.2012 | Судурой       | 5:0                            | Скала             |
| 9.4.2012 | АБ Аргир      | 5:2                            | ФФ Гиза/ФК Хойвик |
| 9.4.2012 | Твёройри      | 1:3                            | ХБ Торсхавн       |
| 9.4.2012 | Б-68 Тофтир   | 2:1                            | 07 Вестур         |
| 9.4.2012 | Викингур Гота | 1:0                            | Б-36 Торсхавн     |
| 9.4.2012 | Фуглафьёрдур  | 2:4                            | ЭБ/Стреймур       |

## 1/4 финала
| Дата      | Хозяева     | Счёт               | Гости         |
| --------- | ----------- | ------------------ | ------------- |
| 25.4.2012 | Судурой     | 5:1                | Б-71 Сандой   |
| 25.4.2012 | АБ Аргир    | 1:3                | ЭБ/Стреймур   |
| 25.4.2012 | КИ Клаксвик | 2:2 (доп. вр. 1:3) | ХБ Торсхавн   |
| 25.4.2012 | Б-68 Тофтир | 1:2                | Викингур Гота |

## 1/2 финала
| Первый матч | Второй матч | Хозяева       | Счёт 1 матча | Счёт 2 матча | Гости       |
| ----------- | ----------- | ------------- | ------------ | ------------ | ----------- |
| 9.5.2012    | 23.5.2012   | Викингур Гота | 1:0          | 1:2          | Судурой     |
| 9.5.2012    | 23.5.2012   | ЭБ/Стреймур   | 4:1          | 2:5          | ХБ Торсхавн |

## Финал
| Дата      | Хозяева     | Счёт                           | Гости         |
| --------- | ----------- | ------------------------------ | ------------- |
| 25.8.2012 | ЭБ/Стреймур | 2:2 (доп.вр. 1:1; по пен. 4:5) | Викингур Гота |

| Обладатель Кубка Фарерских островов 2012 |
| ---------------------------------------- |
| Викингур Гота во 2-й раз                 |